# Технологический институт Акапулько
Национальный технологический институт Мексики (исп. Tecnológico Nacional de México campus Acapulco (TecNM Acapulco)) — государственное высшее учебное заведение, расположенное в городе Акапулько, штат Герреро, Мексика. Входит в состав Мексиканского национального технологического института (TecNM) Министерства народного образования. Институт предлагает программы повышения квалификации в области инженерии, экономики и управления.

## История
В начале 1973 года, во время президентства Луиса Эчеверриа Альвареса, он обратился в Министерство народного образования (SEP) с просьбой создать в штате Герреро технологический институт для удовлетворения растущего спроса на квалифицированных специалистов, которые могли бы внести вклад в развитие и прогресс штата. Акапулько был выбран для строительства учебного заведения, учитывая его географическое положение, стратегическое значение и туристический потенциал.
По инициативе правительства штата под институтский кампус было передано в дар 45 гектаров земли. В настоящее время эта площадь сократилась до 20 гектаров. Предоставление земля остаётся неурегулированным, и территория кампуса всё больше уменьшается незаконными постройками, с которыми становится всё труднее бороться.
Институт был открыт 19 сентября 1975 года Рубеном Фигероа Фигероа, тогдашним конституционным губернатором штата, и изначально назывался Региональным технологическим институтом Акапулько, а его директором-основателем стал Рауль Роберто Агилар Резса. Позднее учебное заведение получило своё нынешнее название.
Первый набор в Технологический институт Акапулько составили 51 студент высших учебных заведений и 483 студента старших классов средней школы (технических специальностей). Штат преподавателей и административного персонала состоял из 47 человек. Учебный процесс начался 1 октября 1975 года.
Изначально предлагалось преподавание следующих технических программ: «Техник химической лаборатории», «Архитектурные работы», «Техническое обслуживание механизмов», «Управление персоналом» и «Кондиционирование воздуха и холодильное оборудование». На продвинутом уровне программа предлагала степень по электромеханической инженерии со специализацией в области технического обслуживания и эксплуатации оборудования, а также степень бакалавра в области деловых отношений.
В настоящее время проводится обучение по архитектуре, электромеханической инженерии, инженерии компьютерных систем, биохимической инженерии, инженерии управления бизнесом, а также степень бакалавра в области администрирования и государственного учета. Степень магистра в области компьютерных систем зарегистрирована в Национальном реестре качественных программ послевузовского образования (PNPC) и признана CONACYT. На сегодняшний день в программе зарегистрировано 23 направления исследований, три академических органа, 16 преподавателей с востребованными профилями и восемь финансируемых проектов.
Технологический институт Акапулько сертифицирован в соответствии с Интегрированной системой менеджмента. В соответствии со стандартами систем менеджмента качества ISO 9001:2015 и системы экологического менеджмента ISO 14001:2015 12 июня 2018 года внешняя организация American Registrar of Management Systems, S.A de C.V. выдала Сертификат по установленным международным стандартам качества сроком действия до 2023 года.